# Lacquy
 Lacquy  (en occitano Laqui) es una población y comuna francesa, situada en la región de Aquitania, departamento de Landas, en el distrito de Mont-de-Marsan y cantón de Villeneuve-de-Marsan.
El castillo Lacquy se encuentra en esta región, que es el viñedo que produce el Armagnac.

## Demografía
| 329 | 244 | 206 | 192 | 193 | 221 |
| Para los censos de 1962 a 1999 la población legal corresponde a la población sin duplicidades (Fuente: INSEE [Consultar]) |     |     |     |     |     |